# Кимрека
Кимрека — река в России, протекает в Вытегорском районе Вологодской области. Устье реки находится в 46 км по правому берегу реки Мегры. Длина реки составляет 30 км, площадь водосборного бассейна 347 км². Крупнейший приток — Ежрека (исток — Ежозеро), впадает в Кимреку в 15 км от её устья.
К бассейну Кимреки также относятся озёра:
- Лухтозеро
- Ундозеро
- Качозеро

## Данные водного реестра
По данным государственного водного реестра России относится к Балтийскому бассейновому округу, водохозяйственный участок реки — Бассейн Онежского озера без рр. Шуя, Суна, Водла и Вытегра, речной подбассейн реки — Свирь (включая реки бассейна Онежского озера). Относится к речному бассейну реки Нева (включая бассейны рек Онежского и Ладожского озера).
Код объекта в государственном водном реестре — 01040100612102000017789.

## Топографические карты
- Лист карты P-37-121,122 Кузнецово. Масштаб: 1 : 100 000. Состояние местности на 1967 год. Издание 1980 г.
- Лист карты P-37-109,100.